# 23. ročník People's Choice Awards
23. ročník People's Choice Awards se konal 12. ledna 1997 v Pasadena Civic Auditorium v Pasadeně. Moderátory večera byli Don Johnson a Roma Downey. Ceremoniál vysílala stanice CBS.

## Nominace a vítězové
Tučně jsou označeni vítězové.

### Film
| Nejlepší filmové drama                         | Nejoblíbenější filmová komedie                         |
| ---------------------------------------------- | ------------------------------------------------------ |
| Den nezávislosti - Čas zabíjet - Twister       | Zamilovaný profesor - Ptačí klec - Klub odložených žen |
| Nejoblíbenější filmový herec                   | Nejoblíbenější filmová herečka                         |
| Mel Gibson - Tom Hanks - Arnold Schwarzenegger | Sandra Bullock - Helen Hunt - Demi Moore               |

### Televize
| Nejoblíbenější televizní komedie                              | Nejoblíbenější televizní drama                   |
| ------------------------------------------------------------- | ------------------------------------------------ |
| Show Jerryho Seinfelda - Přátelé - Kutil Tim                  | Pohotovost - Akta X - Policie New York           |
| Nejoblíbenější nový televizní seriál: drama                   | Nejoblíbenější nový televizní seriál: komedie    |
| Milénium - Relativity - Případ pro Sam                        | Cosby - Všichni starostovi muži - Správná Susan  |
| Nejoblíbenější televizní herec                                | Nejoblíbenější televizní herečka                 |
| Tim Allen - George Clooney - Jerry Seinfeld                   | Oprah Winfrey - Helen Hunt - Candice Bergen      |
| Nejoblíbenější televizní herec v novém seriálu                | Nejoblíbenější televizní herečka v novém seriálu |
| Bill Cosby (remíza) Michael J. Fox (remíza) - Lance Henriksen | Brooke Shields - Brandy - Rhea Perlman           |
| Nejoblíbenější telenovela                                     |                                                  |
| Tak jde čas - All My Children - Mladí a neklidní              |                                                  |

### Hudba
| Nejoblíbenější zpěvák                       | Nejoblíbenější zpěvačka                               |
| ------------------------------------------- | ----------------------------------------------------- |
| - Garth Brooks - Vince Gill - George Strait | - Whitney Houston - Reba McEntire - Alanis Morissette |